# Jazz dans la nuit (téléfilm)
Pour plus de détails, voir Fiche technique et Distribution.
Jazz dans la nuit est un téléfilm dramatique américain réalisé par Michael Elias et sorti en 1993.

## Fiche technique
- Titre original : Lush Life
- Réalisation : Michael Elias
- Scénario : Michael Elias
- Photographie : Nancy Schreiber
- Montage : Bill Yahraus
- Musique : Lennie Niehaus
- Costumes : Mary Kay Stolz
- Décors : Robert L. Smith
- Casting : Leslee Dennis
- Producteur : Thom Colwell
  - Producteur délégué : Jana Sue Memel et Jonathan Sanger (en)
  - Coproducteur : Ronald Colby et Hillary Anne Ripps
- Sociétés de production : Chanticleer Films et Showtime
- Sociétés de distribution : Showtime
- Pays d'origine :  États-Unis
- Langue originale : anglais
- Format : couleur
- Genre : Drame
- Durée : 106 minutes
- Dates de sortie : 
  - Londres : 18 novembre 1993 (Londres)
  - États-Unis : 20 mai 1994

## Distribution
- Jeff Goldblum : Al Gorky
- Forest Whitaker : Buddy Chester
- Kathy Baker : Janice Oliver
- Tracey Needham : Sarah
- Lois Chiles : Lucy
- Zack Norman : Beanstrom
- Don Cheadle : Jack
- Alex Désert : Lester
- Tom La Grua : Howard
- Ron Taylor : le secrétaire
- Jack Sheldon : Norman